# Who Will Be Next
«Who Will Be Next» — пісня американського блюзового музиканта Гауліна Вулфа, випущена синглом 1955 року на лейблі Chess Records. Написана Мелом Лондоном. Записана у березні 1955 року в Чикаго (Іллінойс). У 1955 році пісня посіла 14-е місце в хіт-параді R&B Singles журналу «Billboard».
Пісню перезаписали інші виконавці, зокрема Джон П. Геммонд (1993), The Electric Kings (1997) і Moreland & Arbuckle (2011).

## Оригінальна версія
Пісню написав чиказький автор пісень Мел Лондон (у подальшому засновник Chief Records). У записі Гауліну Вулфу (вокал, губна гармоніка) акомпанували Генрі Грей (фортепіано), Джоді Вільямс і Г'юберт Самлін (гітара), Віллі Діксон (бас) і Ерл Філліпс (ударні). У 1955 році випущена на лейблі Chess Records на синглі з «I Have a Little Girl» на стороні «Б».
У 1955 році посіла 14-е місце в хіт-параді R&B Singles журналу «Billboard».
Пісня увійшла до альбому-компіляції Вулфа More Real Folk Blues, випущеного Chess у 1967 році, а також до бокс-сету The Chess Box, виданого Chess/MCA у 1991 році.